# Swiss Structured Products Association
Die Swiss Structured Products Association (SSPA) (ehemals Schweizerischer Verband für Strukturierte Produkte, SVSP) ist der Schweizer Verband für die Strukturierte-Produkte-Industrie. Der Zweck des Verbandes besteht in der Förderung Strukturierter Produkte und damit des Finanzplatzes Schweiz sowie der Wahrung und Vertretung der Interessen seiner Mitglieder. Der Verband wird durch eine Geschäftsstelle in Zürich verwaltet.

## Gründung
Der Schweizerische Verband für Strukturierte Produkte wurde am 4. April 2006 gegründet. Er vertritt die gemeinsamen Interessen der wichtigsten Marktteilnehmer in der Strukturierte-Produkte-Industrie. Die Schweiz ist mit einem Anlagevolumen von rund CHF 200 Mrd. der weltweit grösste Markt für Strukturierte Produkte.
Die SSPA ist Mitglied des europäischen Verbandes für Strukturierte Produkte (EUSIPA). Die EUSIPA verfolgt als Dachverband der Emittenten das Ziel, Transparenzinitiativen auf europäischer Ebene zu koordinieren und einheitliche Marktstandards zu unterstützen. Durch uns führen viele Emittenten direkte Gespräche mit den Entscheidungsträgern auf europäischer Ebene.

## Verbandsorganisation
Die SSPA verfügt über drei Organe: die Delegiertenversammlung, den Vorstand und die Geschäftsstelle. Die jährliche ordentliche Delegiertenversammlung wählt die Mitglieder des Vorstandes jeweils für eine Amtsdauer von zwei Jahren.
Der Verbandsvorstand besteht aus bis zu sechs Vorstandsmitglieder, die Mitglied eines Aktivmitglieds sein müssen. Mindestens 3 Vorstände müssen Mitglied eines Aktivmitgliedes Emittent sein. Sind im Verband mehr als drei Aktivmitglieder Buy-Side & Märkte vertreten, muss ein Vorstandsmitglied Mitglied eines Aktivmitglied Buy-Side & Märkte sein. Seit Oktober 2019 wird die SSPA von Markus Pfister, Head Structured Solutions & Treasury Bank Vontobel AG präsidiert. Die SSPA kennt Aktiv- und Passivmitglieder. Aktivmitglieder sind Emittenten (Produktion), Buy-Side-Organisationen (Distribution) und Märkte (Finanzmarktinfrastrukturen). Passivmitglieder sind Broker und Partner (mit der Industrie verbundene Dienstleister).
Die SSPA zählt über 40 Mitglieder aus der gesamten Wertschöpfungskette von Emittenten über Handelsplattformen und die Buy-Side bis hin zu Brokern und Partnern. Heute vertritt der Verband über 95 % des Marktvolumens Strukturierter Produkte in der Schweiz.
Die Mitglieder der Geschäftsstelle werden durch den Vorstand rekrutiert und verantworten die laufenden Geschäfte. Die verschiedenen Verbandsaktivitäten werden in drei Bereiche gegliedert und von spezialisierten Bereichsleitern geführt. Die Geschäftsstelle ist verantwortlich für die Durchführung der Beschlüsse der Delegiertenversammlung und des Vorstandes. Sie koordiniert und organisiert die Aufgaben des Verbands. Bei Bedarf kann der Vorstand weitere Arbeitsgruppen einberufen.

## Verbandszweck
Die SSPA bezweckt, unter Ausschluss geschäftlicher Tätigkeit, die gesamte Wertschöpfungskette zu repräsentieren – von Emittenten über Handelsplattformen und Buy-Side bis hin zu Brokern und Partnern.
Der Verband sucht seinen Zweck zu erreichen, indem er die Bekanntheit und Akzeptanz von Strukturierten Produkten sowie der Mitglieder im ln- und Ausland fördert. Er vermittelt Wissen über Strukturierte Produkte und ihren Einsatz und agiert als ein Kommunikationsorgan zur Wahrung der gemeinsamen Interessen der Mitglieder unter anderem gegenüber Behörden und Regulatoren, anderen Verbänden, Medien, nationalen und internationalen Organisationen. Zudem erlässt der Verband gegebenenfalls Empfehlungen und Verhaltensregeln, definiert Branchenstandards und beeinflusst die Rahmenbedingungen für diese innovativen Finanzprodukte auf dem Finanzplatz Schweiz nachhaltig.